# Championnats panaméricains de cyclisme de 2000
Navigation
Championnats panaméricains 1998 Championnats panaméricains 2001
Les Championnats panaméricains de cyclisme sont les championnats continentaux annuels de cyclisme sur route et sur piste pour les pays membres de la Confédération panaméricaine de cyclisme.
Les compétitions se disputent, en Colombie, du 22 au 30 juillet à Bucaramanga, département de Santander.

## Podiums[2]

### Cyclisme sur piste
| Épreuves                | Or                                                                 | Argent                                                                    | Bronze                                                                      |
| ----------------------- | ------------------------------------------------------------------ | ------------------------------------------------------------------------- | --------------------------------------------------------------------------- |
| Compétitions masculines |                                                                    |                                                                           |                                                                             |
| Kilomètre               | Jim Fisher                                                         | Julio César Herrera                                                       | Doug Baron                                                                  |
| Keirin                  | Juan José Haedo                                                    | John Jaime González                                                       | Doug Baron                                                                  |
| Vitesse individuelle    | Barry Forde                                                        | Alexander Cornieles                                                       | Julio César Herrera                                                         |
| Vitesse par équipes     | États-Unis John Weir Nathan Rogut Giddeon Massie                   | Trinité-et-Tobago Michael Phillips Ako Kellar Elisha Greene               | Barbade Shawn Kelly Barry Forde John Cumberbatch                            |
| Poursuite individuelle  | Víctor Hugo Peña                                                   | Guillermo Brunetta                                                        | Marco Arriagada                                                             |
| Poursuite par équipes   | Colombie Marlon Pérez Víctor Hugo Peña Giovanni López John Durango | Chili Richard Rodríguez Antonio Cabrera Francisco Cabrera Marco Arriagada | Argentine Oscar Villalobos Ezequiel Romero Facundo Bazzi Guillermo Brunetta |
| Course aux points       | Hernandes Quadri Júnior                                            | José Sánchez                                                              | Marlon Pérez                                                                |
| Américaine              | Colombie John Durango Giovanni López                               | Argentine Ezequiel Romero Mario Giménez                                   | Chili Richard Rodríguez Francisco Cabrera                                   |
| Élimination             | José Julián Velásquez                                              | Milton Wynants                                                            | Mario Giménez                                                               |
| Compétitions féminines  |                                                                    |                                                                           |                                                                             |
| 500 mètres              | Daniela Larreal                                                    | Lori-Ann Muenzer                                                          | Yumari González                                                             |
| Vitesse individuelle    | Lori-Ann Muenzer                                                   | Daniela Larreal                                                           | Yumari González                                                             |
| Poursuite individuelle  | Erin Carter                                                        | Dania Pérez                                                               | Mandy Poitras                                                               |
| Course aux points       | Dania Pérez                                                        | Yoanka González                                                           | Erin Carter                                                                 |

### Cyclisme sur route
| Épreuves                                | Or               | Argent                | Bronze              |
| --------------------------------------- | ---------------- | --------------------- | ------------------- |
| Compétitions masculines élite           |                  |                       |                     |
| Course en ligne                         | Raúl Montaña     | Élder Herrera         | Michael Barry       |
| Contre-la-montre                        | Víctor Hugo Peña | Márcio May            | Eduardo Graciano    |
| Compétitions masculines moins de 23 ans |                  |                       |                     |
| Course en ligne                         | Mauricio Ardila  | Yosvani Falcon        | Luis Felipe Laverde |
| Contre-la-montre                        | Luis Amarán      | Christian Valenzuela  | José Serpa          |
| Compétitions féminines                  |                  |                       |                     |
| Course en ligne                         | Erin Carter      | Sandy Espeseth        | Yoanka González     |
| Contre-la-montre                        | Sandy Espeseth   | Madelín Jorge Salgado | Yuliet Rodríguez    |

## Tableau des médailles
57 médailles étaient distribuées lors de ces championnats.
| Rang  | Nation            | Or | Argent | Bronze | Total |
| ----- | ----------------- | -- | ------ | ------ | ----- |
| 1     | Colombie          | 7  | 2      | 3      | 12    |
| 2     | Canada            | 5  | 2      | 5      | 12    |
| 3     | Cuba              | 2  | 5      | 5      | 12    |
| 4     | Argentine         | 1  | 2      | 2      | 5     |
| 5     | Venezuela         | 1  | 2      | 0      | 3     |
| 6     | Brésil            | 1  | 1      | 0      | 2     |
| 7     | Barbade           | 1  | 0      | 1      | 2     |
| 8     | États-Unis        | 1  | 0      | 0      | 1     |
| 9     | Mexique           | 0  | 2      | 1      | 3     |
| 10    | Chili             | 0  | 1      | 2      | 3     |
| 11    | Uruguay           | 0  | 1      | 0      | 1     |
| -     | Trinité-et-Tobago | 0  | 1      | 0      | 1     |
| Total | Total             | 19 | 19     | 19     | 57    |

## Bilan sportif
Au tableau des médailles, la sélection colombienne, avec sept titres et douze médailles, termine en tête des nations.
En totalisant douze médailles comme les Sud-américains, les sélections canadienne et cubaine les talonnent. Mais le Canada ne décroche que cinq titres et Cuba deux.
Ces quatre nations comptabilisent 14 titres sur 19 possibles (et 36 récompenses sur 57). Huit sélections nationales ont obtenu au moins un titre et douze au moins une médaille.
Trois délégations, celle du Canada, de Cuba et du Venezuela, confisquent les dix-huit récompenses mises en jeu dans les compétitions féminines. 
Sur le plan individuel, seuls deux sportifs décrochent trois médailles. Erin Carter et Víctor Hugo Peña s'imposent aussi bien sur piste que sur route. La Canadienne ajoute à ses résultats une médaille de bronze. Alors que le Colombien remporte un troisième titre et termine en tête des bilans individuels.  
En comptabilisant les médaillés par équipes, cinquante-trois compétiteurs sont honorés d'une médaille au moins lors de cette compétition.